# Georges Bermond-Gonnet
Pour les articles homonymes, voir Gonnet.
Georges Bermond-Gonnet (né le 19 septembre 1921 à Briançon, département des Hautes-Alpes - mort le 6 avril 1990 à Briançon) est un joueur français de hockey sur glace. Il évoluait au poste d'attaquant.

## Carrière de joueur
Il a évolué avec le club de Briançon dans le championnat de 1e série. Il a été capitaine de l'équipe. En 1941, l'équipe atteint la finale de 1e série, qui ne fut jamais disputée en raison de la Seconde Guerre mondiale. En demi-finale, elle avait battu Chamonix 2-0 et devait affronter Paris.
Il a été président du club de 1958 à 1970.

## Carrière internationale
Il a représenté la France de 1948 à 1950. Il a participé au Championnat du monde de hockey sur glace 1950.

## Parenté dans le sport
Son fils Richard Bermond a également joué avec Briançon. Son numéro 15 a été retiré.